# George Everest
George Everest (Gwernvale Manor (Wales), 4 juli 1790 - Londen, 1 december 1866) was een landmeter uit Wales. Hij was ook kolonel, geograaf alsook hoofdlandmeter van Brits-Indië van 1830 tot 1843.
Everest werd geboren in Gwernvale Manor bij Crickhowell in Powys, Wales. Hij werd gedoopt in de St Alfege's kerk in Greenwich op 27 januari 1791. 
Tussen 1823 en 1843 was Everest hoofd van de Survey of India (cartografische dienst) en leidde in die functie ook de Great Trigonometrical Survey. Tijdens dit project was hij grotendeels verantwoordelijk voor het voltooien van de metingen aan de geodetische boog van Zuid-India tot het noorden van Nepal, een afstand van zeker 2400 kilometer. Dit project was in 1802 gestart door William Lambton en nam bijna zeventig jaar in beslag. 

## Mount Everest
Tot 1852 werd verondersteld dat de Kangchenjunga de hoogste berg op aarde was. De top die men nu Mount Everest noemt werd daarom aangeduid als “b” en later als “Piek XV”. Dit bleek een ongepaste naam toen de Indiase meetkundige Radhanath Sikdar ontdekte dat Piek XV hoogstwaarschijnlijk de hoogste plek ter wereld was. Andrew Waugh, de opvolger van George Everest,  stelde daarom voor de hoogste berg te vernoemen naar zijn voorganger en dit werd in 1857 officieel aangenomen. De ironie wil dat Everest tegenstander was van deze naamgeving omdat hij zelf als landmeetkundige altijd lokale namen gebruikte (bijvoorbeeld de Tibetaanse naam 'Qomolangma', wat vertaalt als 'Godelijke moeder van de wereld', of de Nepalese naam 'Sagarmatha' wat vertaald 'godin van de lucht' wordt). De uitspraak van de naam van de berg ('è-ve-rıst) is echter anders dan die van de familienaam ('ie-vrıst of 'iev-rıst).
- Bibsys: 9068330
- Bibliothèque nationale de France: cb14361241v (data)
- Gemeinsame Normdatei: 10208467X
- International Standard Name Identifier: 0000 0000 5106 3010
- Library of Congress Control Number: nr92018799
- Nationale Bibliotheek van Tsjechië: xx0254993
- Nationale Bibliotheek van Israël: 987007388573505171
- Nederlandse Thesaurus van Auteursnamen: 207234957
- SNAC: w6cr8tn9
- Système universitaire de documentation: 076600572
- Virtual International Authority File: 27447861
- WorldCat: E39PBJfrKKtRWtq7jkvW46mrv3